# Emanuel Rendl
Emanuel Rendl (20. ledna 1923 Čepice – 6. února 1952 Věznice Pankrác) byl český úředník, protinacistický a protikomunistický odbojář odsouzený v politickém procesu komunistickým režimem k trestu smrti a v roce 1952 popraven.
Narodil se v roce 1923 v Čepicích. Byl členem skauta. Za Protektorátu jej vyšetřovalo Gestapo. Poté začal působit v Jugoslávské osvobozenecká armádě. Po únorovém převratu z Československa v září 1949 emigroval a posléze se stal agentem chodcem. Měl přitom spolupracovat s americkou tajnou službou CIC. Zřejmě při již první cestě z Československa byl ovšem v červnu 1951 příslušníky pohraniční stráže zatčen a vzat do vazby.

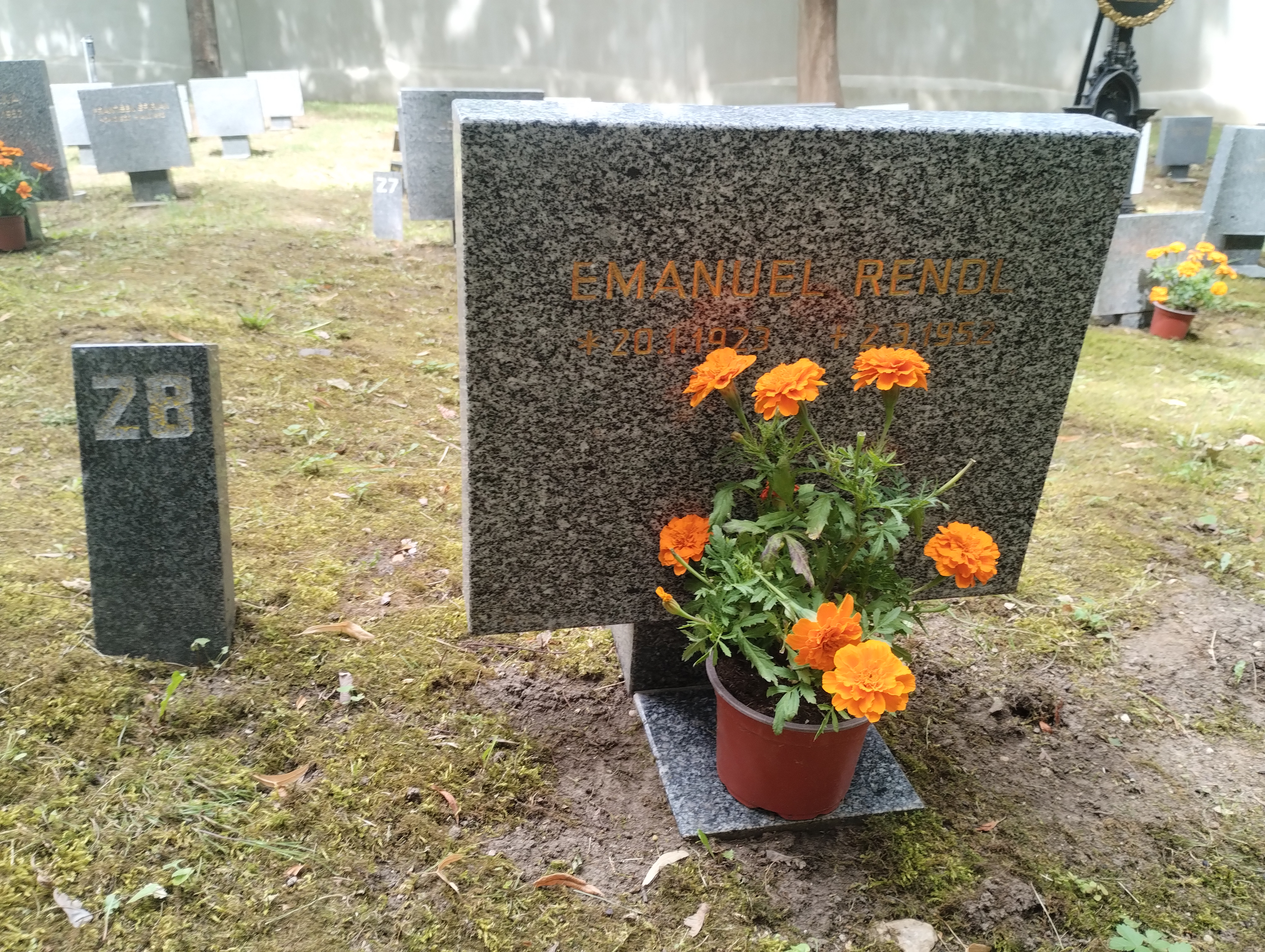
Symbolický náhrobek Emanuela Rendla na Čestném pohřebišti v Ďáblicích

V politickém procesu zvaném Hošek a spol. byl poté za trestné činy velezrady a vyzvědačství v lednu 1952 odsouzen k trestu smrti. Popraven byl v únoru 1952 společně s Janem Hoškem, Jaroslavem Dvořákem, Petrem Čížkem.